# Franz Sedlacek (Maler)

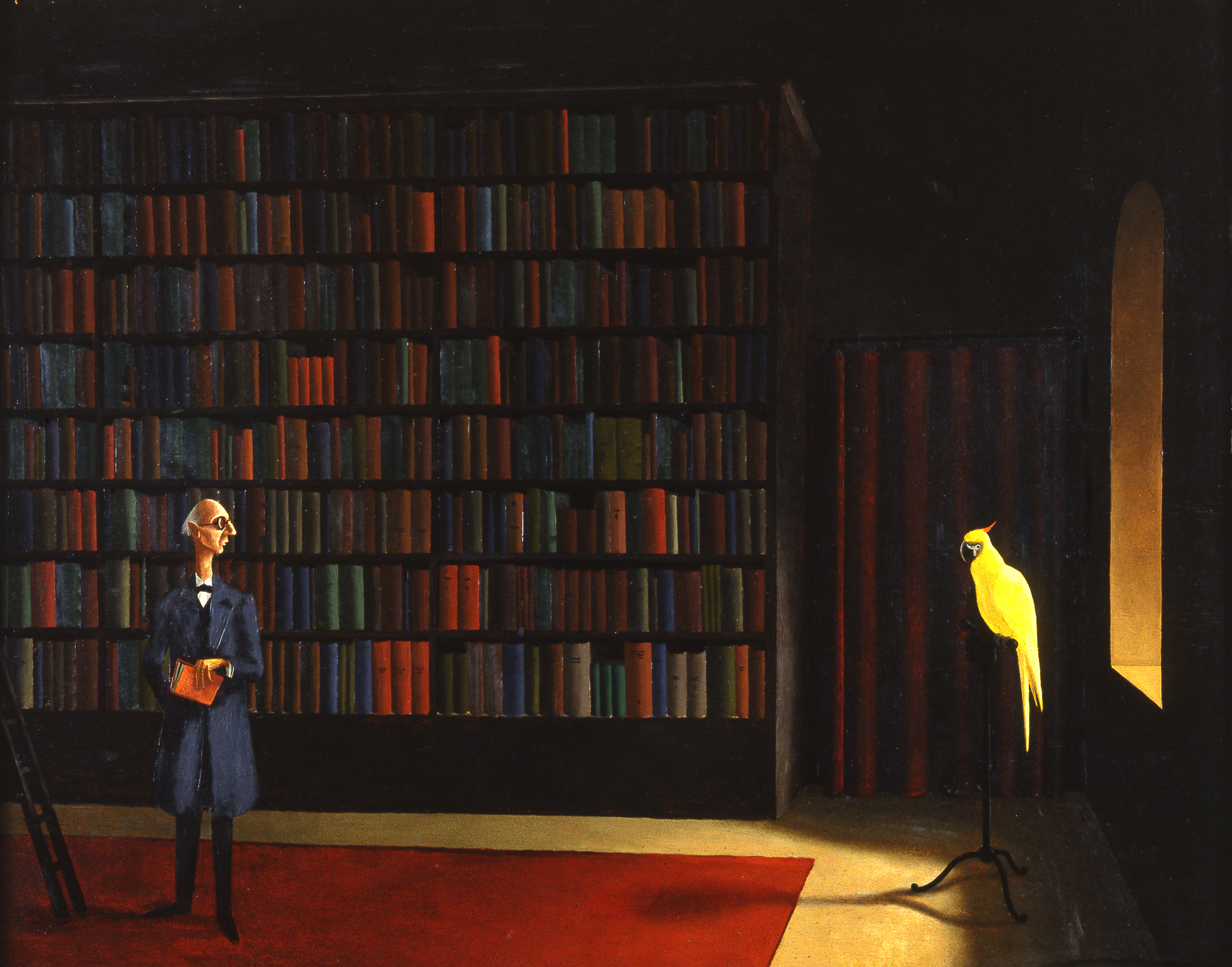
Bibliothek (1926, Landesgalerie Linz)

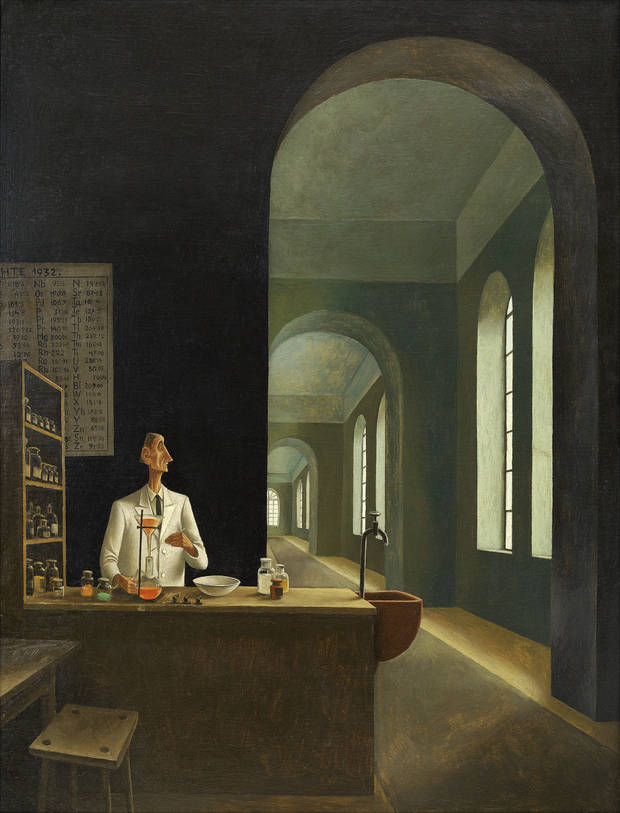
Der Chemiker (Selbstporträt, 1932)

Franz August Moritz Georg Sedlacek (* 21. Januar 1891 in Breslau; vermisst seit 1945 in Polen) war ein österreichischer Maler.

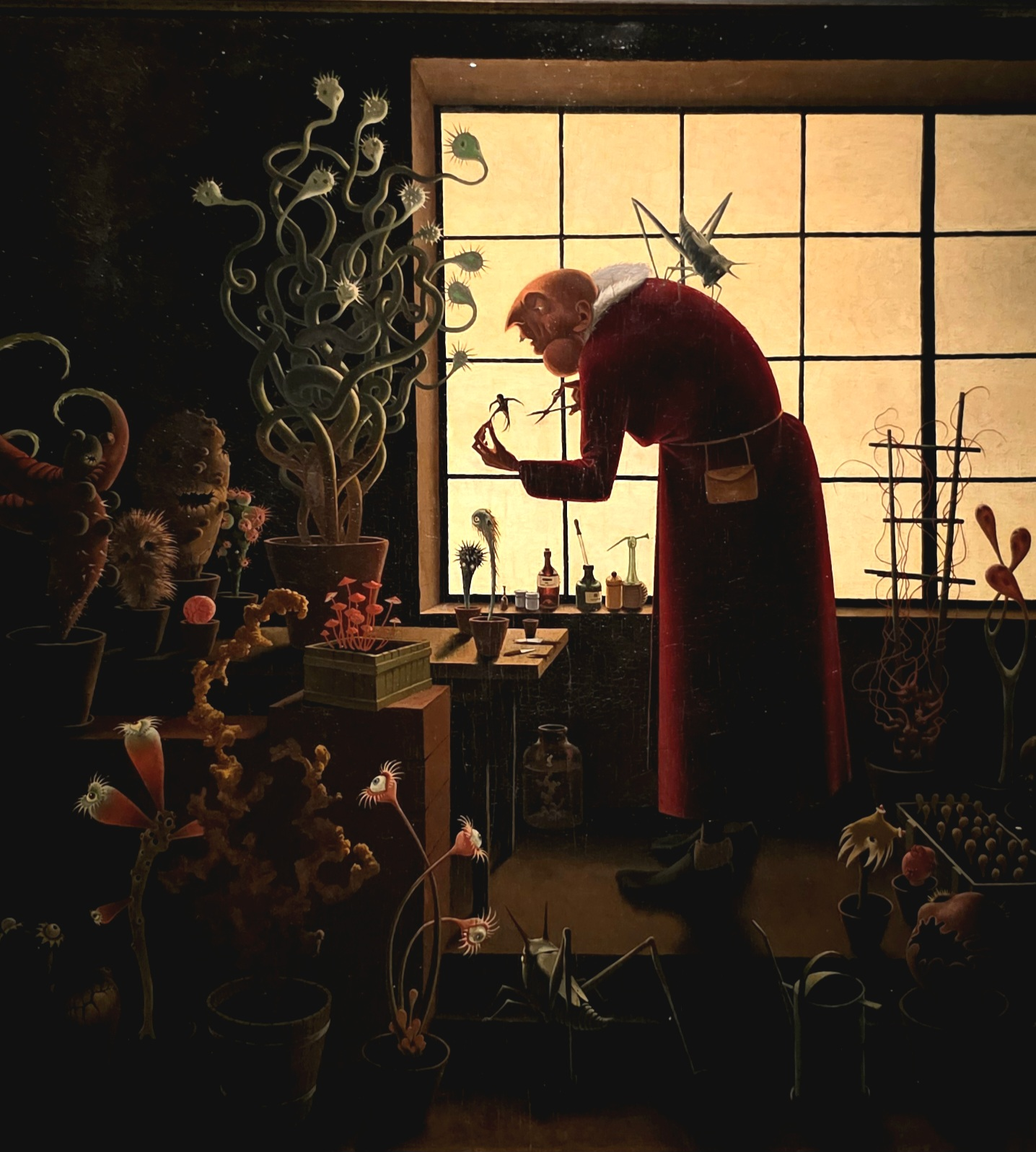
Der Gärtner (1928, Privatbesitz)

## Biografie
Franz Sedlacek wurde 1891 in Breslau als ältester von drei Söhnen des österreichischen Kältemaschinen-Fabrikanten Julius Sedlacek und der Klara Riemann geboren. Im Jahr 1897 zog die Familie von Breslau nach Linz. Sedlacek maturierte 1909 an der kaiserlich königlichen (k.k.) Oberrealschule in der Fadingerstraße und übersiedelte im Jahr darauf nach Wien, wo er Architektur studierte. Im folgenden Jahr wechselte er in die Fachrichtung Chemie. Sedlacek war nebenbei stets künstlerisch tätig und stellte 1912 in Linz erstmals aus. 1913 gründete er zusammen mit Anton Lutz, Franz und Klemens Brosch und Heinz Bitzan die Linzer Künstlervereinigung MAERZ.
Nach dem Einsatz im Ersten Weltkrieg schloss er 1921 an der Technischen Hochschule Wien sein Studium als Dr. techn. ab und arbeitete dann im Technischen Museum für Industrie und Gewerbe, Wien, unter anderem als Leiter der Abteilung Chemische Industrie. 1923 heiratete er Maria Albrecht. Aus dieser Ehe gingen zwei Töchter hervor. Im Jahr 1927 wurde er Mitglied der Wiener Secession. 1933 trat er der Dienststellenorganisation der Vaterländischen Front im Technischen Museum bei. Bereits 1937 schloss er sich dann der NSBO im Technischen Museum an, beantragte am 30. Juni 1938 die Aufnahme in die NSDAP und wurde rückwirkend zum 1. Mai aufgenommen (Mitgliedsnummer 6.295.037). Im Juli des gleichen Jahres bewarb er sich um Aufnahme in der Reichskammer der bildenden Künste. 1939 folgte ein zweiter Kriegsdienst. Sedlacek gelangte nach Stalingrad, Norwegen und Polen. Seit 1945 gilt er als vermisst.

## Künstlerisches Werk
Sedlaceks Frühwerk ist grafisch. Erste Werke erschienen in Zeitschriften wie Die Muskete und Simplicissimus. Später wandte er sich jedoch der Ölmalerei zu. Die Arbeiten sind von großer Genauigkeit und Präzision. Als besonders kennzeichnend gilt seine Vorliebe für Kontraste, die er durch altmeisterliches Lasieren erreichte.
Das Gesamtwerk wird zwischen Magischen Realismus und Neuer Sachlichkeit eingeordnet. Die Bildthemen sind phantastisch-surreal. Mischwesen und karikierte Gestalten überwiegen, die Grundstimmung ist oftmals schwermütig bis bedrohlich.
Während der Zwischenkriegszeit galt Franz Sedlacek als einer der bedeutendsten Künstler Österreichs. Später geriet sein Werk allerdings in Vergessenheit und wird erst seit den 1990er Jahren wieder gewürdigt und ausgestellt.
- Der Besessene, WV 8, Öl auf Karton, 71 × 86 cm, Lentos Kunstmuseum Linz (1921)
- Bibliothek, WV 25, Öl auf Sperrholz, 60,5 × 75,5 cm, Oberösterreichisches Landesmuseum, Landesgalerie Linz (1926)
- Übungswiese, WV 28, Öl auf Sperrholz, 26,5 × 23,3 cm, Lentos Kunstmuseum Linz (1926)
- Die Heiligen Drei Könige, WV 33, Öl auf Sperrholz, 75,5 × 60 cm, Nordico Stadtmuseum Linz (1926)
- Flucht nach Ägypten, WV 34, Öl auf Holz, 80 × 65 cm, Sammlung Leopold II (1927)
- Nächtliche Heimkehr, WV 37, Öl auf Sperrholz, 60 × 75 cm, Oberösterreichisches Landesmuseum, Landesgalerie Linz (1927)
- Gespenst über den Bäumen, WV 44, Öl auf Holz, 45 × 49,8 cm, Sammlung Leopold II (1928)
- Landschaft mit St. Sebastian, WV 62, Öl auf Sperrholz, 57,5 × 69,5 cm, Lentos Kunstmuseum Linz (1930)
- Landschaft mit Regenbogen, WV 63, Öl auf Sperrholz, 45 × 41,5 cm, Universität für angewandte Kunst Wien (1930)
- Winterlandschaft, WV 66, Öl auf Holz, 64 × 81,5 cm, Wien Museum (1931)
- Der Chemiker, WV 79, Öl auf Sperrholz, 82,5 × 63 cm, Wien Museum (1932)
- Rast auf der Flucht nach Ägypten, WV 96, Öl auf Sperrholz, 62 × 55 cm, Oberösterreichisches Landesmuseum, Landesgalerie Linz (1934)
- Romantische Landschaft mit Felsentor und Räubern, WV 94, Öl auf Sperrholz, 48 × 60 cm, Nordico Stadtmuseum Linz (1934)
- Osttiroler Landschaft, WV 98, Öl auf Sperrholz, 47 × 62,5 cm, Oberösterreichisches Landesmuseum, Landesgalerie Linz (1934)
- Stadt im Gebirge, WV 101, Öl auf Sperrholz, 49,7 × 71,6 cm, Nordico Stadtmuseum Linz (1935)
- Blumenstück mit Eidechse, WV 105, Öl auf Sperrholz, 54 × 42,3 cm, Universität für angewandte Kunst Wien (um 1935)
- Gewitterlandschaft, WV 111, Öl auf Sperrholz, 50 × 39,8 cm, Nordico Stadtmuseum Linz (1936)

## Preise und Ehrungen
- Goldmedaille für Malerei bei der Weltausstellung in Barcelona (1929)
- Österreichischer Staatspreis für das Ölbild Blumenstück (1933)
- Österreichischer Staatspreis für Malerei (1935)
- Österreichischer Staatspreis für Malerei (1937)
- Preis der Gaustadt Wien (1939)

## Ausstellungen
- Franz Sedlacek (1891–1945). Weitra – Linz 2001. Landesgalerie am Oberösterreichischen Landesmuseum
- Franz Sedlacek. Chemiker der Phantasie. 30. Jänner bis 21. April 2014. Wien Museum